# ونمدوی
ونمدوی (به انگلیسی: Vanamadevi) یک روستا در هند است که در تامیل نادو واقع شده‌است.